# 沖縄県立向陽高等学校
沖縄県立向陽高等学校（おきなわけんりつ こうようこうとうがっこう）は、沖縄県八重瀬町字港川にある県立高等学校である。「向陽」という校名は、太陽に向かって伸びてゆく、転じて未来へ情熱をたぎらせて躍進する人材の育成を願ったものである。また、校訓は「図南雄飛」である。これは『荘子逍遙遊』の中に記されている、3千里ある翼で高度9万里の空まで飛翔する「図南鵬翼」という巨鳥に基づいており、同校の生徒が図南鵬翼の勢いで世界へ雄飛・発展し、大きな事業を成し遂げることを願って制定された。文部科学省主導のスーパー・イングリッシュ・ランゲージ・ハイスクール(SELHi)指定校であった（2003年度～2005年度）。

## 沿革
- 1994年4月8日 開校式。第1回入学式。

## 設置学科
学科は3種、いずれも2クラス80人である。
普通科
普通科の志願区域は島尻学区（八重瀬町、南風原町、南城市、与那原町、糸満市、豊見城市）。
理数科
理数系の科目を多く行う。
国際文科
国際社会で活躍できる人材を育成することを目的に設置されている。

## 寄宿舎
理数科、及び国際文科は志願区域が県内全域のため寮が設置されている。名称は図南寮。至る所に有刺鉄線やセキュリティセンサーが取り付けられている。
玄関には監視カメラも設置された。
- 所在地：〒901-0511 沖縄県島尻郡八重瀬町字具志頭1737-1

## アクセス

### 路線バス
| 運行事業者   | 路線・系統                | 下車停留所 |
| ------------ | ------------------------- | ---------- |
| 琉球バス交通 | 50番/51番/81番/82番/ 83番 | 向陽高校前 |
| Nバス        | C1/C2/D2/F3/G             | 向陽高校前 |

## 出身著名人
- 大城勝太 - FM沖縄アナウンサー
- 大湾文子 - 文化人、経営コンサルタント
- 諸見里大介 - お笑いタレント
- あきら本店 - お笑いタレント
- 大田享 - お笑いタレント（FECオフィス）